# Karaage
Karaage (空揚(げ), "kinesisk friturestegt", eller 唐揚(げ)) er japansk friturestegt kød, for det meste høns men til tider også alt godt fra havet, med sød sojasovs.
Tilberedelsen sker ved, at små stykker kød frituresteges marineret med sojasovs, hvidløg og ingefær og garneres med en skive lime eller mayonnaise.